# Ussurigran
Ussurigran (Abies holophylla) är en tallväxtart som beskrevs av Carl Maximowicz. Ussurigran ingår i släktet ädelgranar, och familjen tallväxter. IUCN kategoriserar arten globalt som livskraftig. Arten förekommer tillfälligt i Sverige, men reproducerar sig inte. Inga underarter finns listade i Catalogue of Life.
Arten förekommer i de kinesiska provinserna Heilongjiang och Jilin, på Koreahalvön och i området kring Vladivostok i östra Ryssland. Den växer i låglandet och i låga bergstrakter upp till 1500 meter över havet. Regionen kännetecknas av långa vintrar med snö samt av fuktiga somrar. Ussurigran kan bilda skogar där den dominerar eller barrskogar tillsammans med Pinus koraiensis. Ibland ingår andra barrträd som Abies nephrolepis och Larix gmelinii samt arter av släktet Picea. Även lövträd som Quercus mongolica, Fraxinus mandshurica, Betula ermaniikan eller arter av släktena Populus och Ulmus kan vara inblandade.

## Bildgalleri

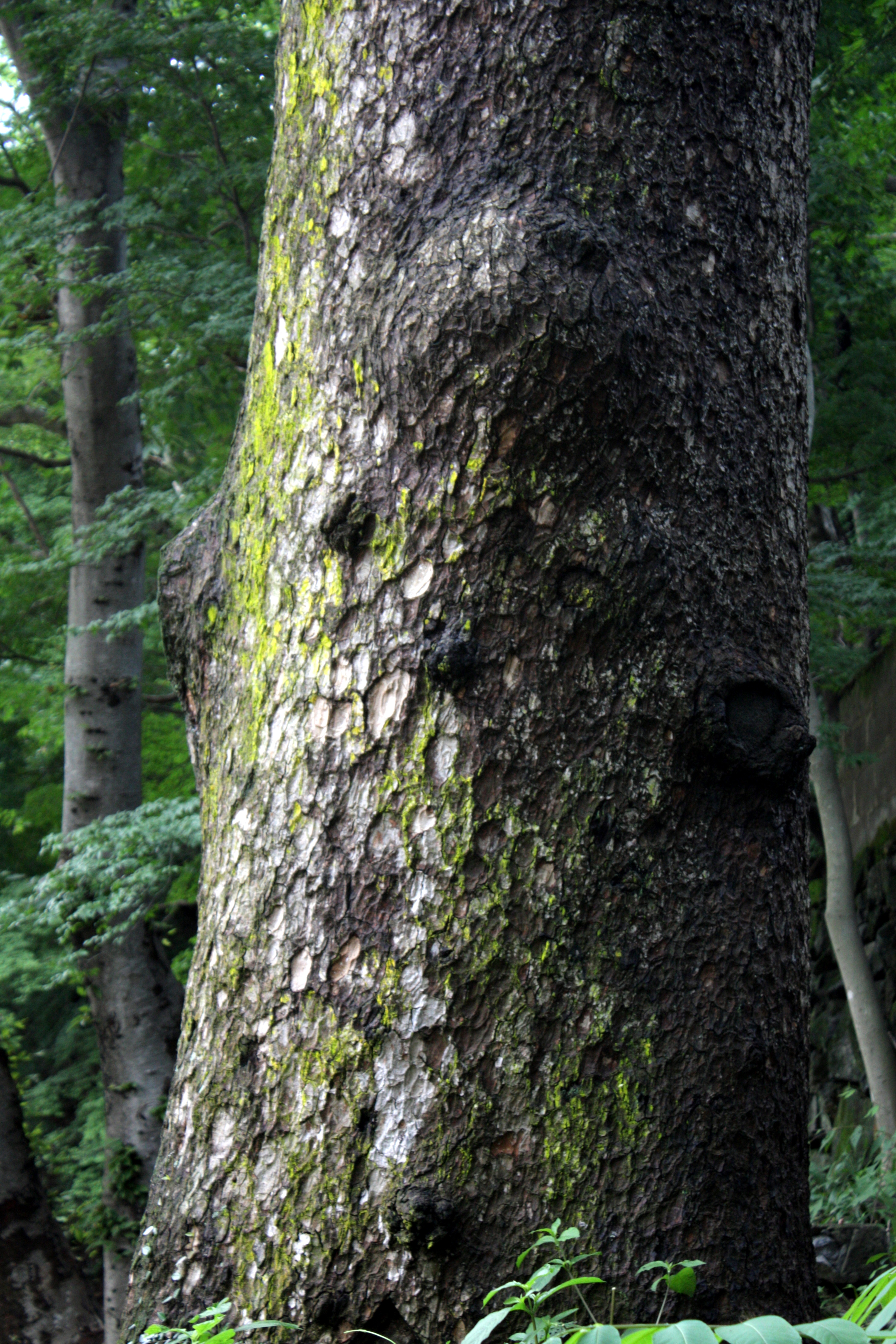
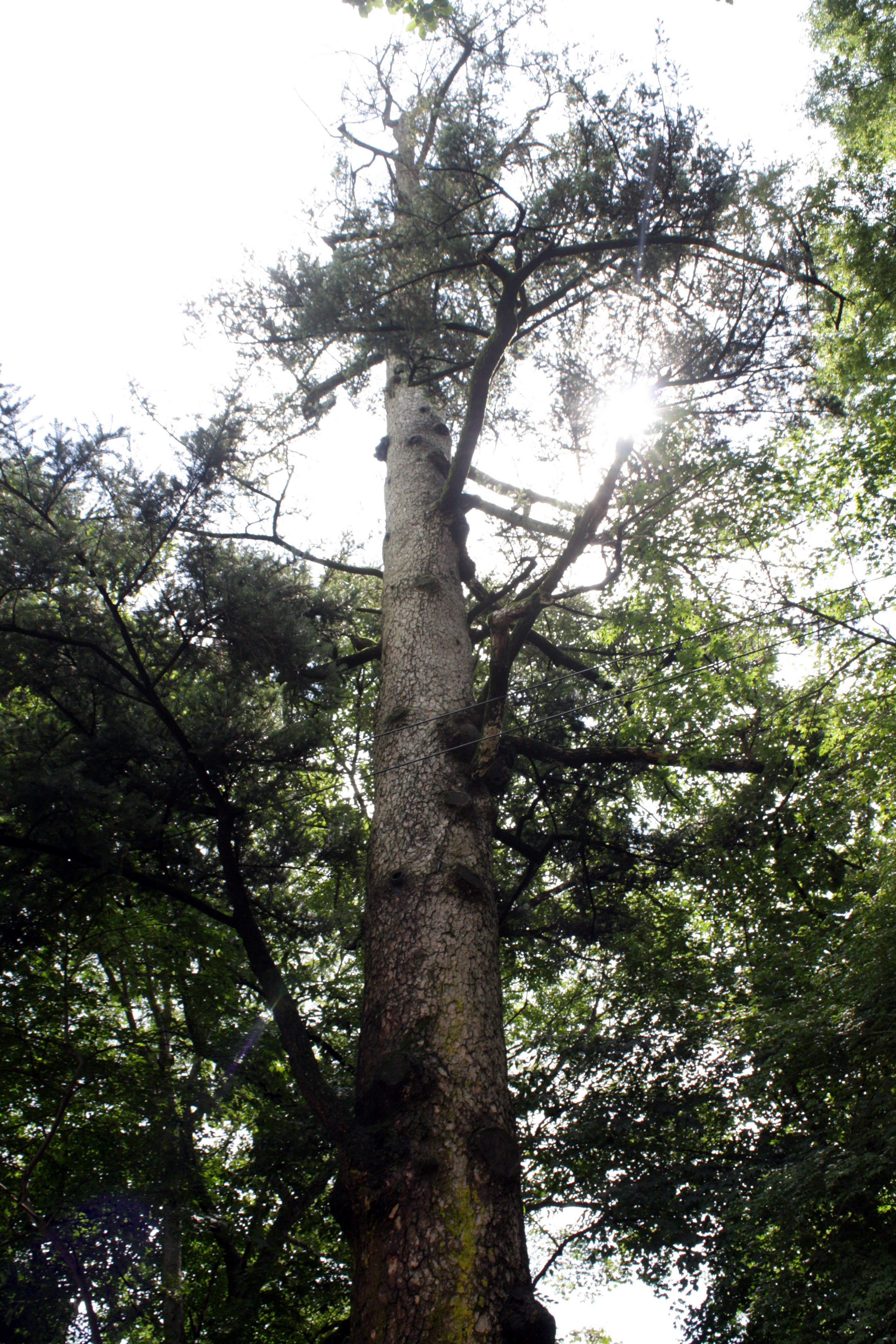
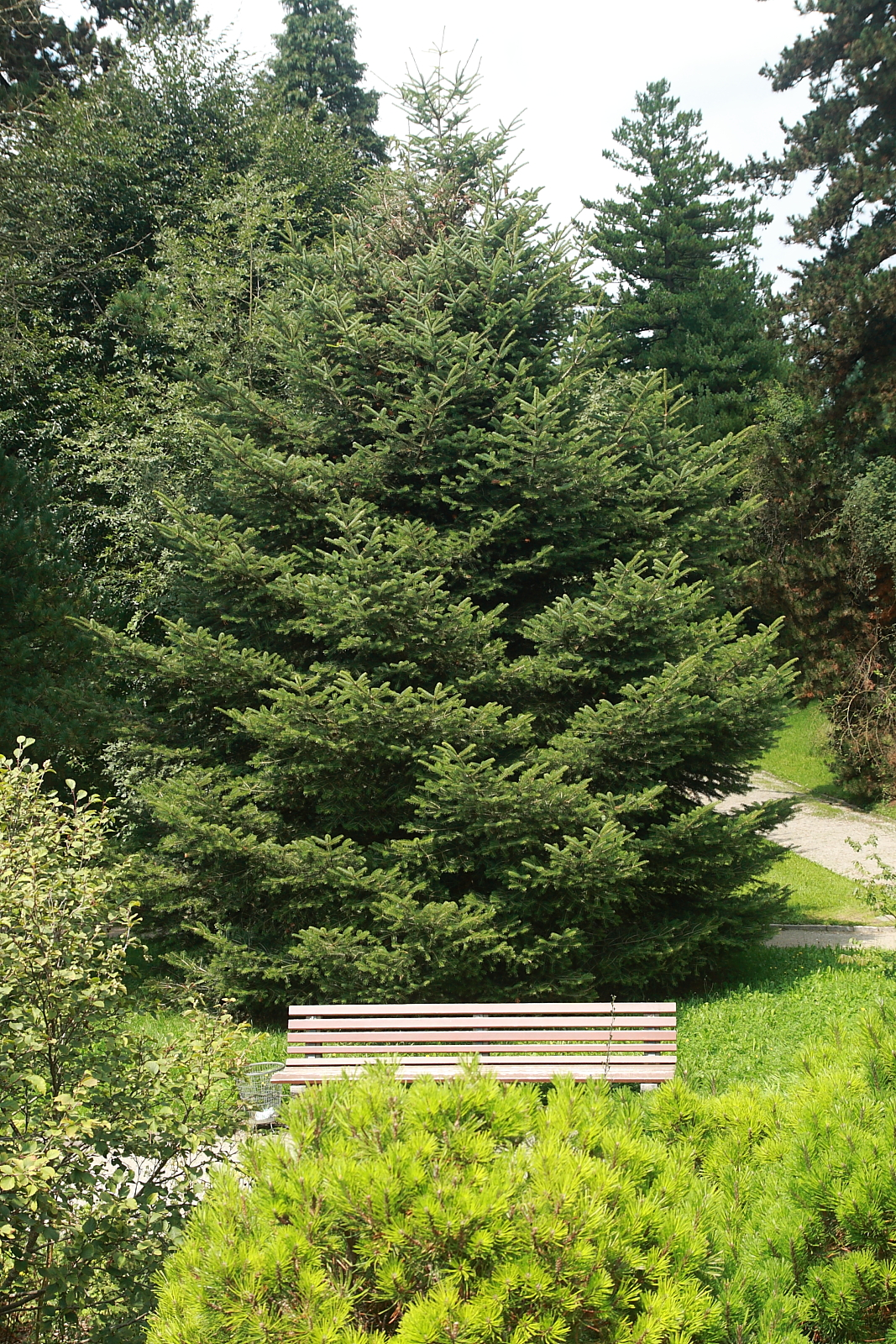
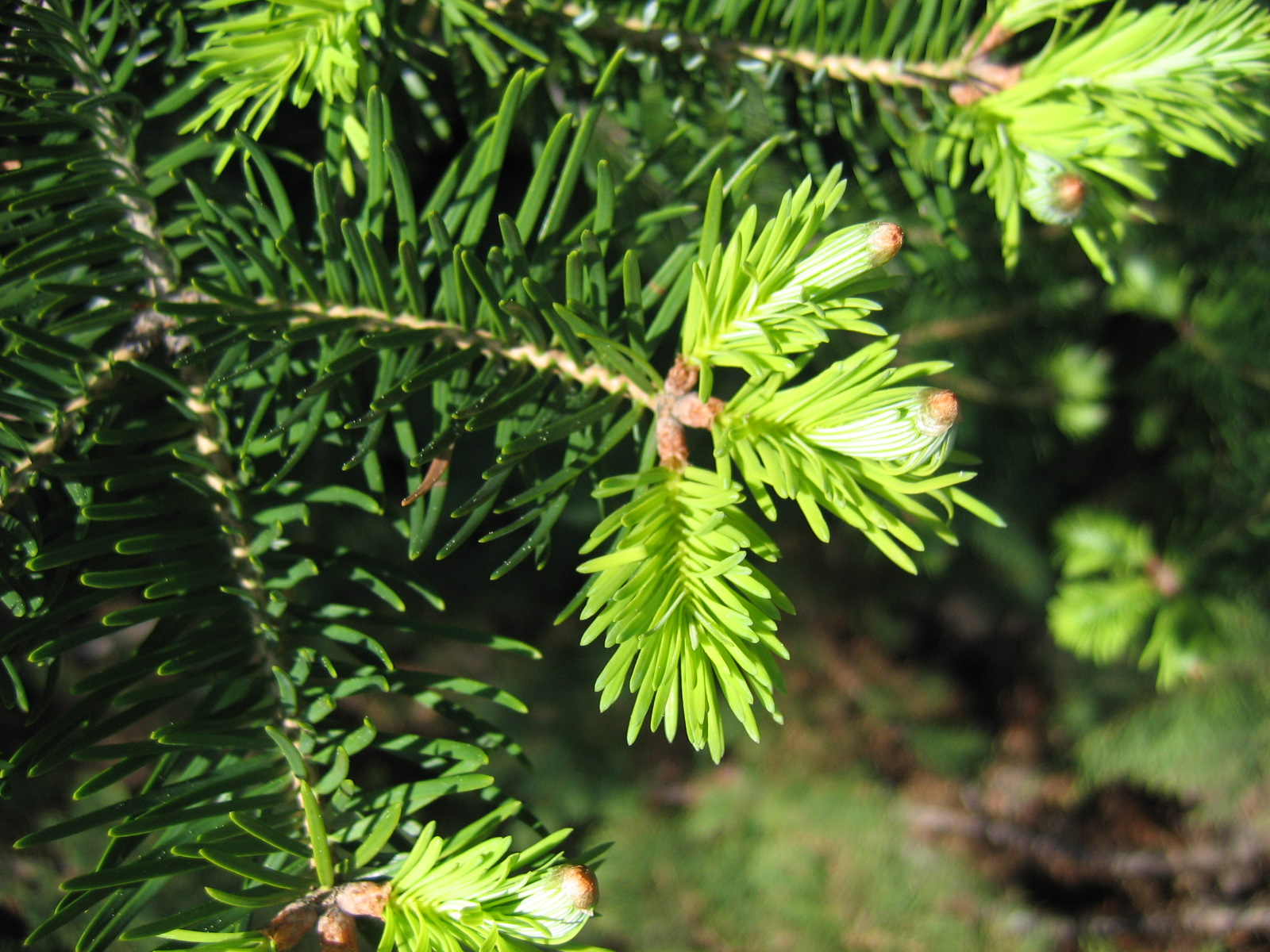
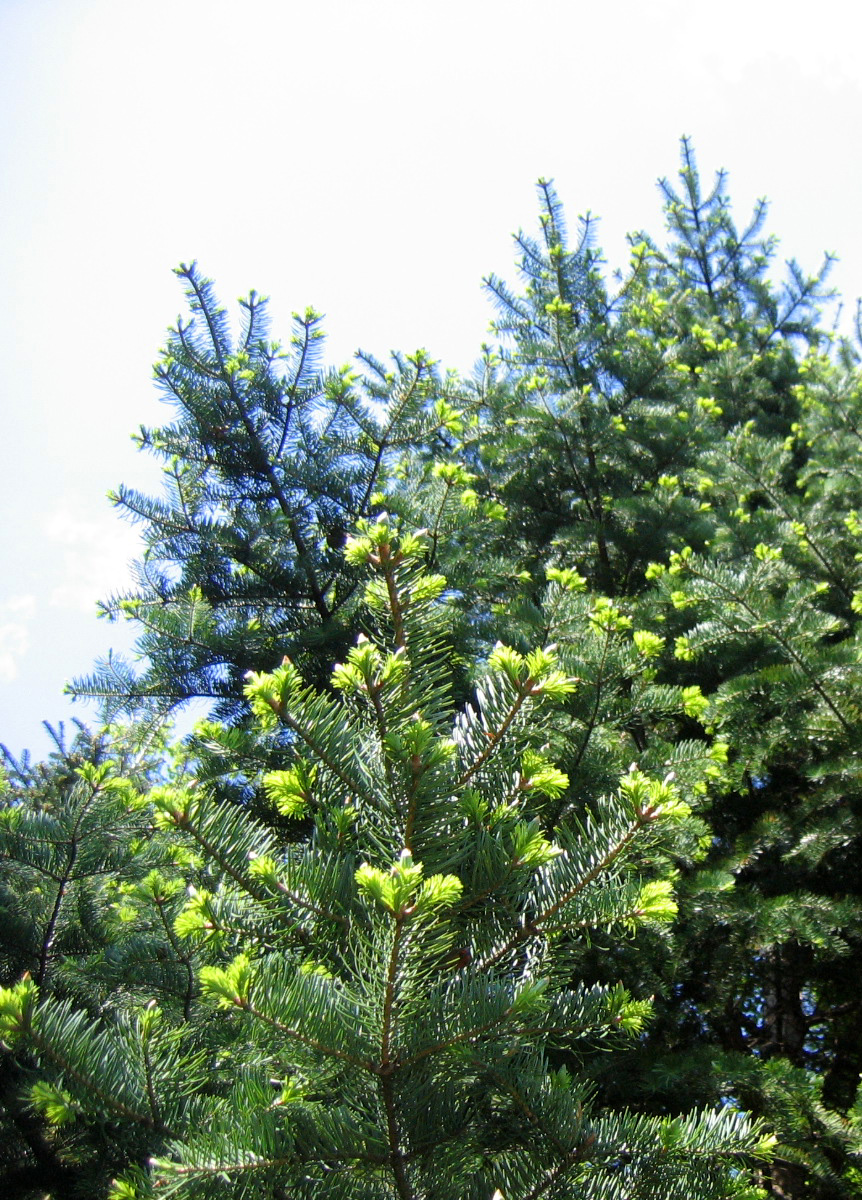
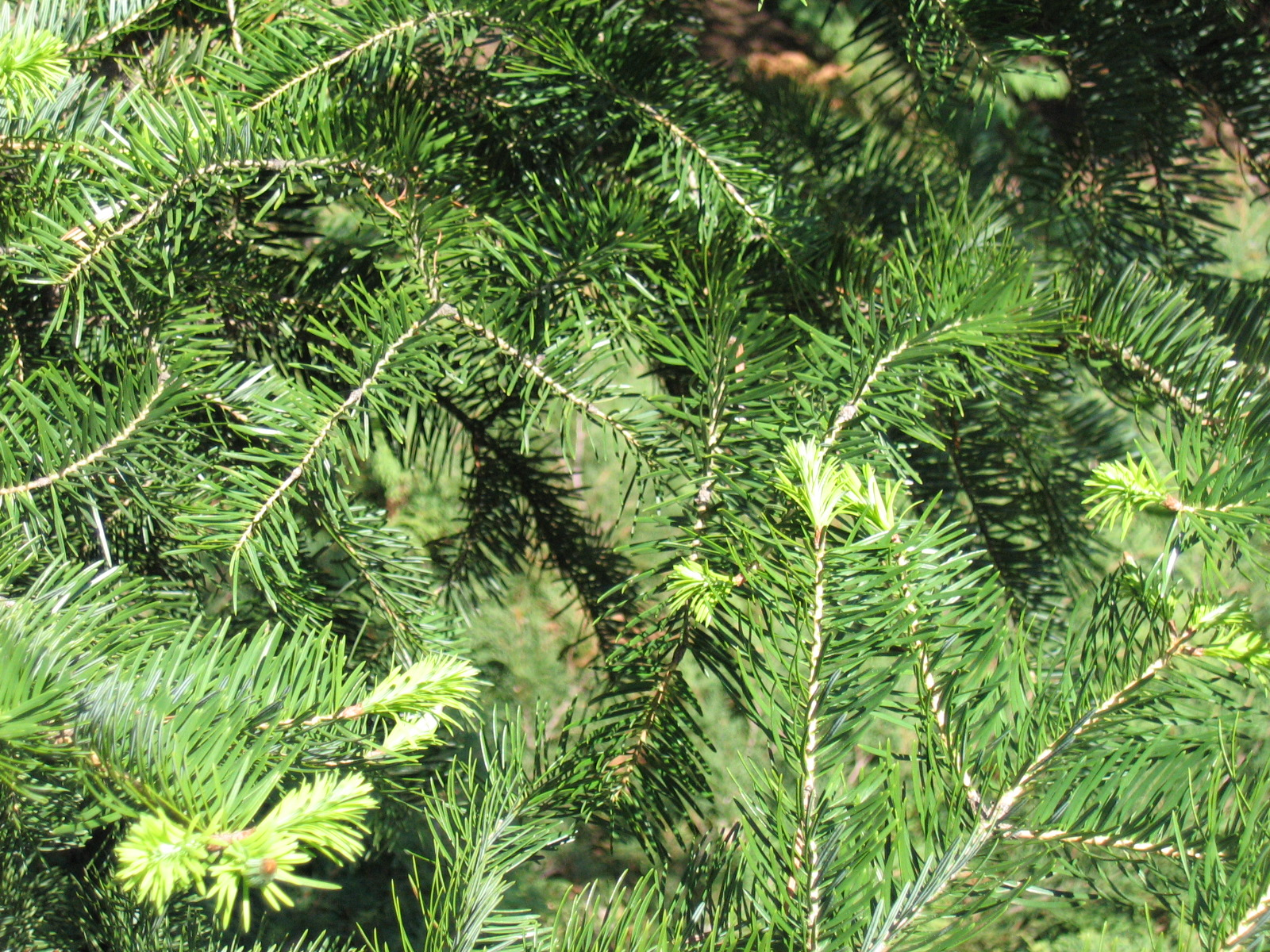